# True airspeed
True airspeed (TAS) är ett luftfartygs verkliga fart i förhållande till luften och anges normalt i knop. Begreppet används internationellt. TAS kan (i motsats till IAS, men i likhet med ett Machtal) inte enkelt mätas under flygning utan måste beräknas, med en dator eller på annat sätt. Därför presenteras TAS normalt bara för piloterna i luftfartyg med större resurser, till exempel större passagerarflygplan. Andra piloter som behöver TAS under flygning får göra manuella beräkningar. Som tur är räcker det annars med IAS (i fartväg) på instrumentpanelen för att flyga ett flygplan på ett säkert sätt (utom för mycket snabba flygplan som också kräver Machtal), eftersom IAS och inte TAS är av betydelse för luftfartygets aerodynamiska begränsningar. TAS används framför allt för planering och uppföljning av flygningens effektivitet och tidtabell. Eftersom ett luftfartyg driver med vinden är TAS, utom i vindstilla, inte detsamma som farten i förhållande till marken. Luftfartygets verkliga fart i förhållande till marken (i horisontalplanet) kallas för Ground Speed, GS, även inom svensk civil luftfart.

## Beräkning av TAS
TAS kan beräknas ur Machtalet och omgivningens temperatur med hjälp av en temperaturgivare. Givaren ger en förhöjd temperatur på grund av den dynamiska uppvärmningen (friktion mot luften). Efter justering för denna uppvärmning erhålls temperaturen. TAS kan då beräknas med hjälp av följande uttryck:
{\displaystyle TAS={a_{0}}M{\sqrt {T \over T_{0}}}}
där:
- {\displaystyle {a_{0}}} = ljudhastigheten vid havsytans nivå (340,29 m/s)
- {\displaystyle M}  = Machtalet
- {\displaystyle T}  = omgivningens temperatur (i grader Kelvin)
- {\displaystyle T_{0}}  = standardtemperaturen vid havsytans nivå (288,15 grader Kelvin)

För underljudsfart gäller följande uttryck för Machtalet:
{\displaystyle M={\sqrt {5\left[\left({\frac {q_{c}}{P}}+1\right)^{\frac {2}{7}}-1\right]}}}
där:
- {\displaystyle q_{c}}  = dynamiskt tryck vid kompressibel strömning (Pa)
- {\displaystyle P} = lufttryck på aktuell flyghöjd (Pa)

Det dynamiska trycket erhålls som skillnaden mellan det totala trycket (stagnationstrycket), som erhålls genom pitotröret och det statiska trycket, som kan erhållas från en statiskt uttag på sidan av flygkroppen eller från ett kombinerat pitotrör, se Fartmätare (luftfartyg). Beräkningen görs i en särskild dator, en air data computer på engelska.